# Enrique Ramil
Enrique Ramil (Galizia, 18 giugno 1984) è un cantante, musicista, compositore e vocal coach spagnolo.

## Biografia
Fin dalla tenera età si è interessato alla musica, ma non è stato fino al suo trasferimento a Madrid che ha deciso di perseguirla. Enrique Ramil è apparso in vari programmi televisivi e ha registrato diversi album in studio.È diventato noto dopo la sua partecipazione a programmi come Operación Triunfo, Factor X (Spagna) e Tierra de talento (2020), dove è stato proclamato il vincitore.
Il cantante ha pubblicato fino ad oggi quattro album in studio: V. O. (2008), Juguetes Rotos (2011), Thank you (2015) e Ramil y una noches (2019), oltre come più di venti singoli durante la sua carriera. Ha anche tenuto concerti in Spagna, America Latina e Stati Uniti. Attualmente è a Miami dove ha registrato "Mentira", il suo primo singolo internazionale.

## Discografia
- 2008 - V.O. (Autoprodotto)
- 2011 - Juguetes Rotos (Tercera Planta)
- 2015 - Thank You (Autoprodotto)
- 2019 - Ramil y una noches (AGP Music)

## Tour
- 2007-2009: Cocó Mandala y Jazz Kidding
- 2009-2010: Enrique Ramil Quartet (Galizia)
- 2011: Gira OT 2011
- 2012-2020: Ramil y una noches
- 2021: Tour di presentazione in America Latina (Panama, Bogotà, Santiago del Cile, Messico e Caracas)
- 2023: Señoras de la canción (Spagna)
- 2023: Con el corazón en la mano (Messico)

## Musical
- PaquitaDora - como Coco Mandala, papel co-protagonista - Spagna, 2006 y 2007 [7]

## Filmografia
- 2019: Volcanes: el documental prodotto da Funny Boys.

## Premi e nomination
| Anno | Categoria                             | Premio                                                 | Risultato |
| ---- | ------------------------------------- | ------------------------------------------------------ | --------- |
| 2020 | Tierra de talento (Canal Sur, Spagna) | Adultos                                                | Ganador   |
| 2021 | Elegidos2021 (Radio Unyka, Argentina) | Mejor canción del año: "Prefiero ser la otra"          | Nominado  |
| 2021 | Elegidos2021 (Radio Unyka, Argentina) | Mejor artista europeo                                  | Nominado  |
| 2021 | Elegidos2021 (Radio Unyka, Argentina) | Mejor Artista masculino de España                      | Ganador   |
| 2021 | Elegidos2021 (Radio Unyka, Argentina) | Mejor interpretación masculina: "Prefiero ser la otra" | Nominado  |
| 2021 | Elegidos2021 (Radio Unyka, Argentina) | Mejor nueva versión: "Señora"                          | Nominado  |